# Bathytricha monticola
Bathytricha monticola är en fjärilsart som beskrevs av Turner 1925. Bathytricha monticola ingår i släktet Bathytricha och familjen nattflyn. Inga underarter finns listade i Catalogue of Life.